# Honda Civic (1991)
La quinta generazione della Honda Civic è stata prodotta dalla casa automobilistica giapponese Honda dal 1991 al 1995.

## Profilo e contesto
La Civic di V generazione (EG) vede un modesto aumento delle dimensioni esterne, ma un ammodernamento delle linee generali che si fanno più morbide e tondeggianti. Alla versione hatchback si affiancano le versioni coupé, berlina e roadster (con l'inedita derivata denominata CRX Del Sol).

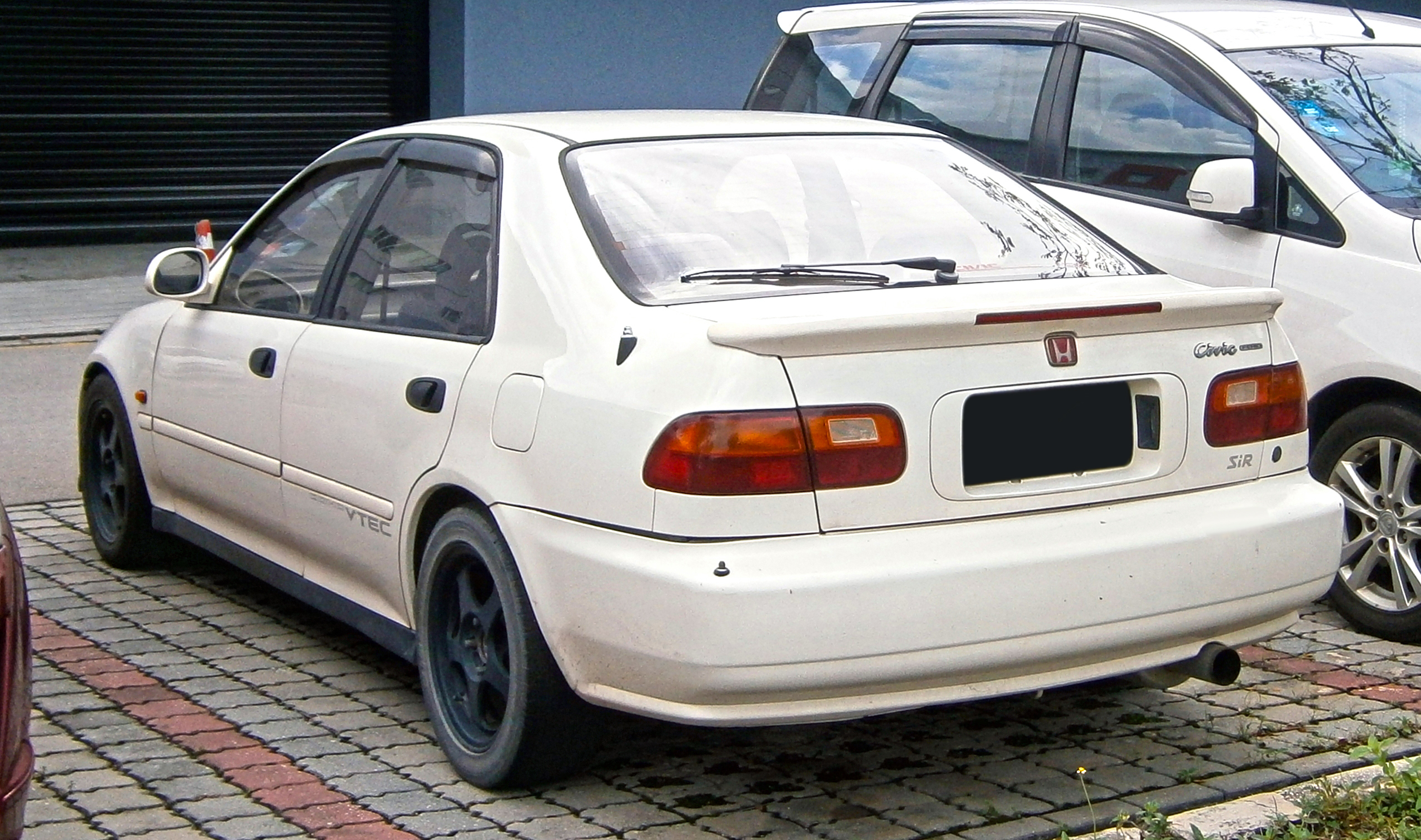
Honda Civic SiR Sedan

La Coupé ed alcune 4 porte provenivano dagli stabilimenti di Honda USA, mentre le versioni hatchback e 4 porte erano assemblate negli stabilimenti di Suzuka.
I motori, ad eccezione del 1.6 da 160 CV che equipaggia la VTi, sono parsimoniosi ma anche carenti di coppia, il che costringe spesso a ricorrere al cambio. A tal proposito, la Civic risulta equipaggiata con cambi manuale a 5 marce e con automatico con convertitore di coppia. La Civic V si fa apprezzare per il buon comfort generale che sa offrire all'interno (relativamente al segmento di cui fa parte): i fruscii aerodinamici e l'incombenza del rumore prodotto dal motore sembrano essere discreti. Solo il vano bagagliaio risulta essere penalizzato da una soglia di carico piuttosto alta. Al vertice c'è la versione VTi, con motore 1,6 litri da 160 CV.
La V generazione è portatrice di numerose novità tecniche tra le quali l'ABS e l'airbag:
- nel 1993 l'airbag guidatore e passeggero è optional sulle versioni più accessoriate;
- nel 1994 l'airbag guidatore e passeggero è disponibile su tutte le versioni; l'ABS entra a far parte degli optional.

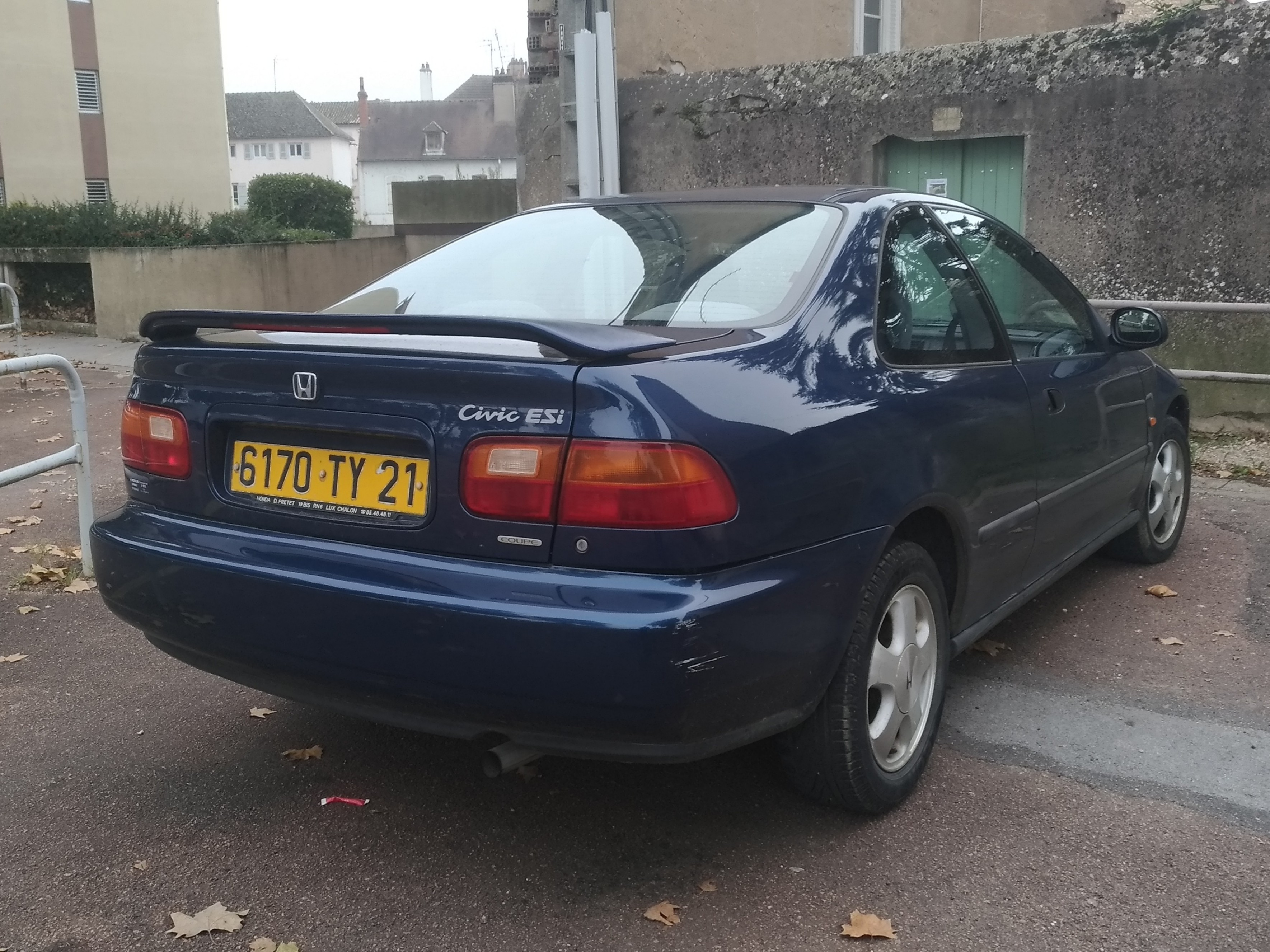
Honda Civic Coupe

## Allestimenti e versioni
- Ex - Motore 1300 SOHC 75 CV

Nella gamma 92/95 questo modello costituiva la Civic "entry level".
Era equipaggiata con un motore 1300 con carburatore doppio corpo verticale a controllo elettronico, una rarità (il carburatore) nel panorama delle auto catalizzate, non sono stati infatti in molti i costruttori che sono riusciti ad abbinare le due cose. Il 1300 SOHC veniva montato soltanto sulla Civic tre porte.
- LSi - Motore 1500 SOHC 90 CV

Dotata di un motore SOHC a 16 valvole con accensione elettronica Honda PGMFI, la vettura si caratterizzava per la tenuta di strada eccellente, dovuta alle sospensioni a doppio braccio trasversale sulle 4 ruote. Compattezza e brio, uniti ad una effettiva moderazione nei consumi (contenuti in media in circa 15 km/Lt). Difetto maggiore il bagagliaio piccolo. Il motore 1500 SOHC è stato utilizzato su tutte e tre le tipologie di Civic.
- VEI - Motore 1500 SOHC VTEC-E

Per ottimizzare e ridurre i consumi, il propulsore sfruttava la combustione magra con rapporto stechiometrico 22.5:1, venne poi abbandonato per lo sforamento dei limiti sulle emissioni dei gas dallo scarico.
- ESi - Motore 1600 SOHC VTEC 125 CV

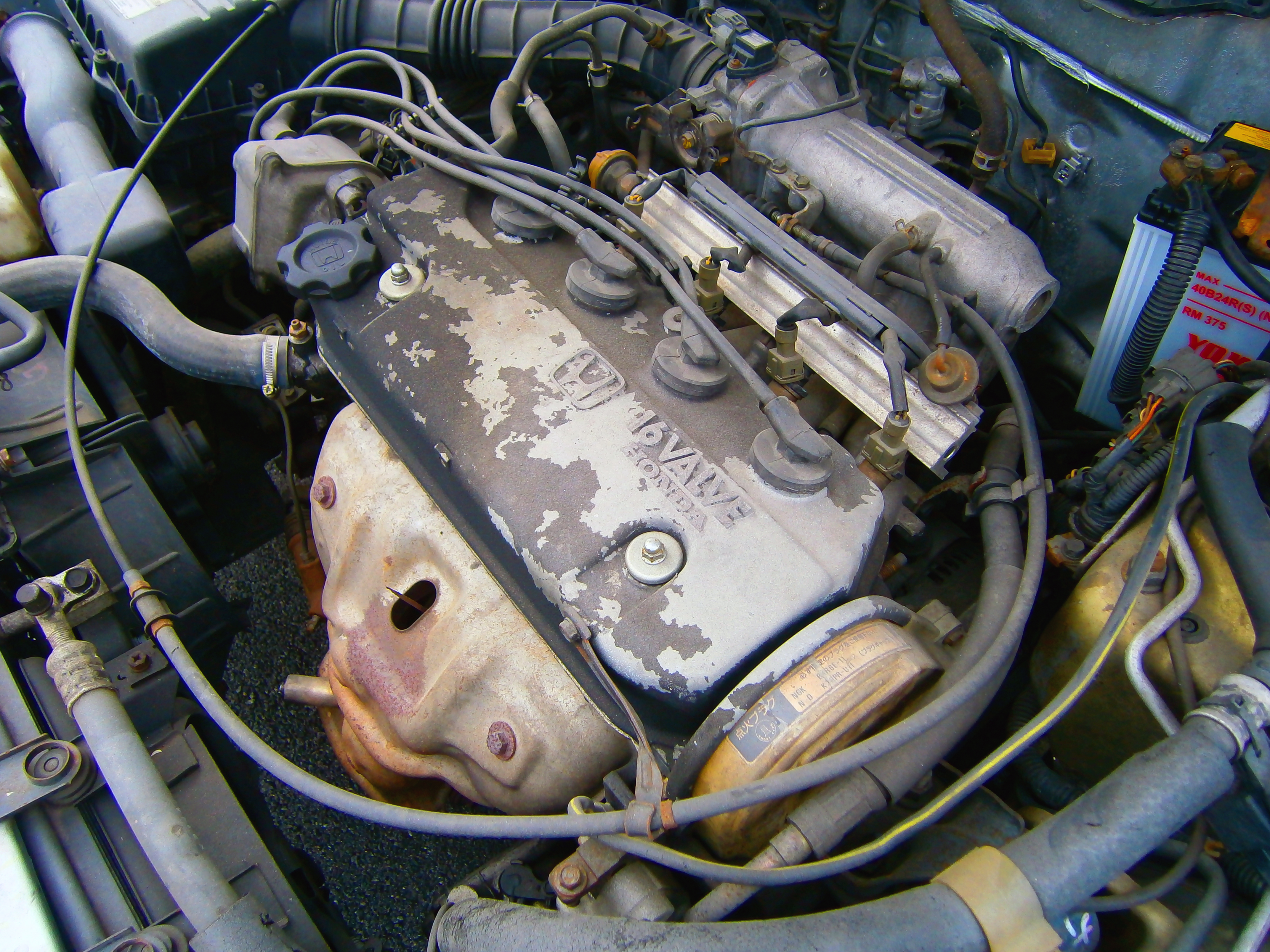
Motore 1,6 litri VTEC engine di una Civic EG del 1992

La Esi disponeva di un propulsore SOHC di 1600 cc a 16 valvole. Fratello minore del più potente 1600 DOHC 16V, era anche esso dotato del sistema di variazione d'alzata delle valvole VTEC, limitato però alle sole valvole di aspirazione. Era capace di sviluppare circa 125 CV e spingere questa vettura a percorrere la distanza da 0 a 100 in circa 8.7 secondi. Anche questo 1600 SOHC è stato impiegato per tutti e tre i tipi di carrozzeria.
- VTi - Motore 1600 DOHC VTEC 160 CV

Versione top di gamma, la particolarità di questa versione risiedeva nel motore, dotato di due alberi a camme e sistema VTEC che permettevano al propulsore di raggiungere gli 8.000 giri, con una potenza specifica di 100 CV/litro senza ricorrere all'uso di sovralimentazione. Disponibile nella versione hatchback (EG6) e berlina (EG9), non è mai stato montato nelle versioni Coupé.

## Motorizzazioni
| Modello                                       | Motore      | Cilindrata cm³ | Potenza                    | Coppia                        | Rapporto di compressione | 0–100 km/h, s | velocità km/h |
| 1.3 Ex (EG3)                                  | D13B2       | 1.343          | 56 kW (76 CV) @6300 RPM    | 102 N·m                       | n.d                      | 11,3          | 175           |
| 1.5 LSi (EG4)                                 | D15B2       | 1.493          | 69 kW (94 CV) @5.600 RPM   | 119 N·m (12,1 kgm) @4.500 RPM | 9,2:1                    | 9,7           | 195           |
| 1.5 VEi VTEC-E (EG4)                          | D15Z1       | 1.493          | 69 kW (94 CV) @5.600 RPM   | 108 N·m (11,0 kgm) @4.800 RPM | 9,3:1                    | 9,7           | 190           |
| 1.6 ESi (EG5)                                 | D16A8 D16Z6 | 1.590          | 92 kW (125 CV) @6.500 RPM  | 142 N·m (14,5 kgm) @5.200 RPM | 9,5:1                    | 8,6           | 195           |
| 1.6 VTi hatchback (EG6) 1.6 VTi berlina (EG9) | B16A2       | 1.595          | 118 kW (160 CV) @7.600 RPM | 150 N·m (15,3 kgm) @7.000 RPM | 10,2:1                   | 7,3           | 215           |

## Attività sportiva

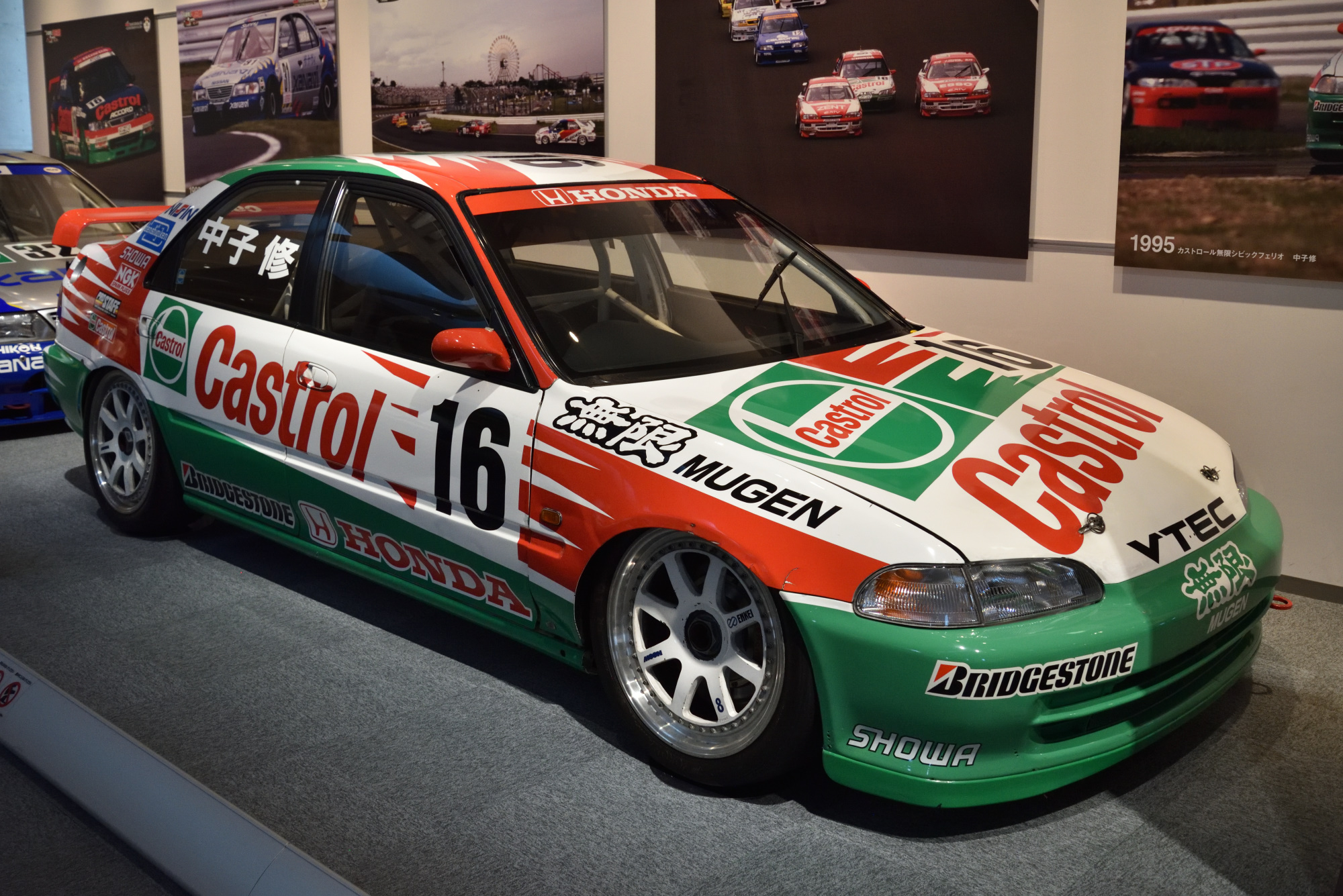
Honda Civic del team Mugen Castrol che partecipó al JTCC del 1995

Della EG Civic è stata costruita nel 1993 anche una versione per partecipare alle competizioni riservate a vetture Gruppo A del JTCC. Appartenente al team Jaccs Racing, montava un propulsore 1.6 dalla potenza di 230 CV e i vari dispositivi di sicurezza prescritti dal regolamento del campionato.